# Miroslav Pribanić
Miroslav Pribanić (Bjelovar, 22 juni 1946) is een voormalig Kroatisch handballer. Hij speelde onder andere voor het Kroatische RK Bjelovar, die in de jaren zeventig van de twintigste eeuw een topploeg was binnen Europa.
Op de Olympische Spelen van 1972 in München won hij de gouden medaille met Joegoslavië, nadat men in de finale Tsjecho-Slowakije had verslagen. Pribanić speelde zes wedstrijden, waaronder de finale, en scoorde twaalf goals.
Abaz Arslanagić · Čedomir Bugarski · Petar Fajfrić · Hrvoje Horvat · Milorad Karalić · Đorđe Lavrnić · Milan Lazarević · Zdravko Miljak · Slobodan Mišković · Branislav Pokrajac · Nebojša Popović · Miroslav Pribanić · Dobrivoje Selec · Albin Vidović · Zoran Živković · Zdenko Zorko